# Monoawase
Monoawase (jap. 物合 dosł. zestawianie rzeczy) – konkurs w tradycji zabaw japońskich, w którym brały udział dwie drużyny i sędzia – znawca konkretnej dziedziny, która była tematem konkursu. Zadaniem drużyn było wyszukanie i przedstawienie sędziemu przedmiotu lub utworu, który najlepiej pasowałby do zadanego tematu gry. Konkursy tego typu były dla uczestników szansą zrobienia dobrego wrażenia na przełożonych lub na cesarzu. Szczególnymi odmianami monoawase były uta-awase (konkursy poetyckie) i eawase (konkursy malarskie).